# Maize
Maize es una ciudad ubicada en el condado de Sedgwick en el estado estadounidense de Kansas. En el año 2010 tenía una población de 3420 habitantes y una densidad poblacional de 1.628,57 personas por km².

## Geografía
Maize se encuentra ubicada en las coordenadas 37°46′45″N 97°28′2″O / 37.77917, -97.46722 (37.779178, -97.467267).

## Demografía
Según la Oficina del Censo en 2000 los ingresos medios por hogar en la localidad eran de $51,845 y los ingresos medios por familia eran $53,365. Los hombres tenían unos ingresos medios de $41,653 frente a los $25,817 para las mujeres. La renta per cápita para la localidad era de $18,803. Alrededor del 3.0% de la población estaban por debajo del umbral de pobreza.